# Arturo Márquez
Pour les articles homonymes, voir Márquez.
Arturo Márquez (né le 20 décembre 1950 à Álamos (es), Sonora) est un compositeur mexicain de musique orchestrale renommé, dont la capacité à intégrer les éléments du style musical mexicain et cubain dans ses œuvres est appréciée : en particulier, sa série de Danzones, commencée au début des années 1990, a contribué à sa renommée internationale avec le Danzón nº 2 (1994).

## Biographie
Arturo Márquez est l'aîné des neuf enfants d'Arturo Márquez et Aurora Márquez Navarro, mais il est le seul à faire de la musique. Son père était charpentier, mais aussi violoniste de mariachis[Quoi ?] au Mexique, puis plus tard à Los Angeles—où la famille déménage au début des années 1960—ainsi que son grand-père paternel, musicien folklorique, dans les états du nord de Sonora et Chihuahua. Grâce à son père et à son grand-père, Márquez est exposé à différents styles musicaux dans son enfance et en particulier la « musique de salon » mexicaine, impulsion pour son répertoire musical ultérieur.
Il étudie le piano, mais également le violon de son père le tuba et le trombone et commence à composer à seize ans. Puis, à dix-sept ans, il retourne au Mexique et fréquente le Conservatoire national du Mexique de Mexico entre 1970 et 1975, où il étudie le piano avec Carlos Barajas et José Luis Arcaraz et la théorie de la musique. Il étudie la composition de 1976 à 1979, avec Federico Ibarra, Joaquín Gutiérrez Heras, Héctor Quintanar et Raúl Pavón,, puis à Paris avec Jacques Castérède (1980–1982) grâce à une bourse du gouvernement français. Par la suite, aux États-Unis, il reçoit une bourse Fulbright pour étudier à l'Institut des Arts de Californie à Valencia. Il étudie avec Morton Subotnick, Mel Powell, Lucky Mosko et James Newton et en 1990, obtient un master en composition. De 1986 à 1988, puis de 1990 à 1996, il enseigne la composition à l'École national de musique du Mexique.
Ses Danzónes[Quoi ?] sont basés sur la musique de la région de Veracruz au Mexique. Le Danzón no 2 — parfois surnommé le « deuxième hymne national mexicain » — fait partie du programme de l'Orchestre symphonique Simón Bolívar que dirige Gustavo Dudamel, lors de leur tournée 2007 en Europe et aux États-Unis. Elle est également la voie ouverte pour la découverte d'autres pièces du compositeur qui sont de plus en plus jouées dans le monde entier et largement en Amérique latine, notamment pour la production de ballets. Son a Tamayo (1992), pour harpe, percussion et bande, est interprété lors du World Harp Congress en 1996.
Arturo Márquez vit à Mexico avec sa famille.

## Prix et récompenses
- 1987 : Concours national de composition Felipe Villanueva (seconde place)
- 1999 : Médaille Mozart, par l'Instituto Cultural Domecq el CNA et l'ambassade d'Autriche
- 2001 : Prix des anciens élèves distingués de l'Institut des Arts de Californie
- 2001 : Médaille Alfonso Ortiz Tirado (Alamos, Sonora)
- 2006 : La Medalla De Oro De Bellas Artes de Mexico, premier musicien à en être distingué
- 2009 : Premio Nacional de Ciencias y Artes, remis par président Felipe Calderón, le 14 décembre 2009.
- 2014 : Le YOA Orchestra of the Americas — un orchestre fondé par le Conservatoire de musique de la Nouvelle-Angleterre et Plácido Domingo, réunissant de jeunes musiciens de 25 pays — reçoit le compositeur en résidence, lors de la tournée de l'ensemble aux Caraïbes.

## Œuvres
- Leyenda De Miliano, pour orchestre
- Danzón nº 1, pour orchestre
- Danzón nº 2, pour orchestre (1994) Créé en mars la même année, par l'orchestre national du Mexique, dirigé par Francisco Savín
- Marcha a Sonora
- Espejos en la Arena, pour violoncelle et orchestre
- Danzón nº 3, pour flûte, guitare et petit orchestre (1994)
- Danzón nº 4, pour orchestre de chambre (1996)
- Danzón nº 5, « portales de madrugada » (1996)
- Danzón nº 6 (2001)
- Danzón nº 7 (2001)
- Danzón nº 8 « Homenaje to Maurice », pour orchestre (2004)
- Zarabandeo, pour clarinette et piano (1995)
- Son a tamayo, pour harpe, percussions et bande magnétique (1992)
- Octeto Malandro pour flûte, saxophone, cor anglais, basson, alto, piano, percussion et contrebasse (1996)
- Danza de Mediodía, pour quintette à vent (1997)
- Días de Mar y Río
- En Clave, pour piano
- Homenaje a Gismonti, pour quatuor à cordes (1993)
- Paisajes bajo el signo de cosmos, pour orchestre (1993)
- Noche de luna, pour chœur et orchestre
- La pasión según San Juán de Letrán, De máscaras
- Conga del Fuego Nuevo, pour orchestre
- Máscaras pour harpe et orchestre (1998) Dédié à Lidia Tamayo
- Espejos en la Arena, pour violoncelle et orchestre (1999) Commande du violoncelliste mexicain Carlos Prieto
- Concierto de Otoño para trompeta, pour orchestre (2018?), par l'orchestre national du Mexique, dirigé par Carlos Miguel Prieto avec Pacho Flores en trompettiste soliste[6]
- Danzas Mestizas pour clarinette basse et orchestre de cordes (2018)

## Musique de films
- Días difíciles film d'Alejandro Pelayo, 1987
- Dos crímenes, film de Roberto Sneider, 1994

## Discographie
- Fiesta : Danzón no 2 - Orchestre symphonique Simón Bolívar, dir. Gustavo Dudamel (concert, janvier 2008, DG) (OCLC 919429392)
- Latin American classics : Danzón no 2 - Orchestre symphonique du Venezuela, dir. Theodore Kuchar (juillet 2011, Brilliant Classics) (OCLC 843182164)
- Visiones panamericanas : Danza del mediodía - Quinteto de Alientos de Mexico (février 2001, Urtext Digital Classics) (OCLC 50418946)
- Heritages : Danzón no 2 [transcription pour piano] - Simon Ghraichy, piano (novembre 2016, DG) (OCLC 989674493)